# Erioptera georgei
Erioptera georgei är en tvåvingeart som beskrevs av Alexander 1956. Erioptera georgei ingår i släktet Erioptera och familjen småharkrankar. Inga underarter finns listade i Catalogue of Life.